# Cyanotis grandidieri
Cyanotis grandidieri är en himmelsblomsväxtart som beskrevs av Joseph Marie Henry Alfred Perrier de la Bâthie. Cyanotis grandidieri ingår i släktet Cyanotis och familjen himmelsblomsväxter.
Artens utbredningsområde är Madagaskar. Inga underarter finns listade.